# Lucasius hirtus
Lucasius hirtus là một loài chân đều trong họ Porcellionidae. Loài này được Aubert & Dollfus miêu tả khoa học năm 1890.